# 로이 도트라이스

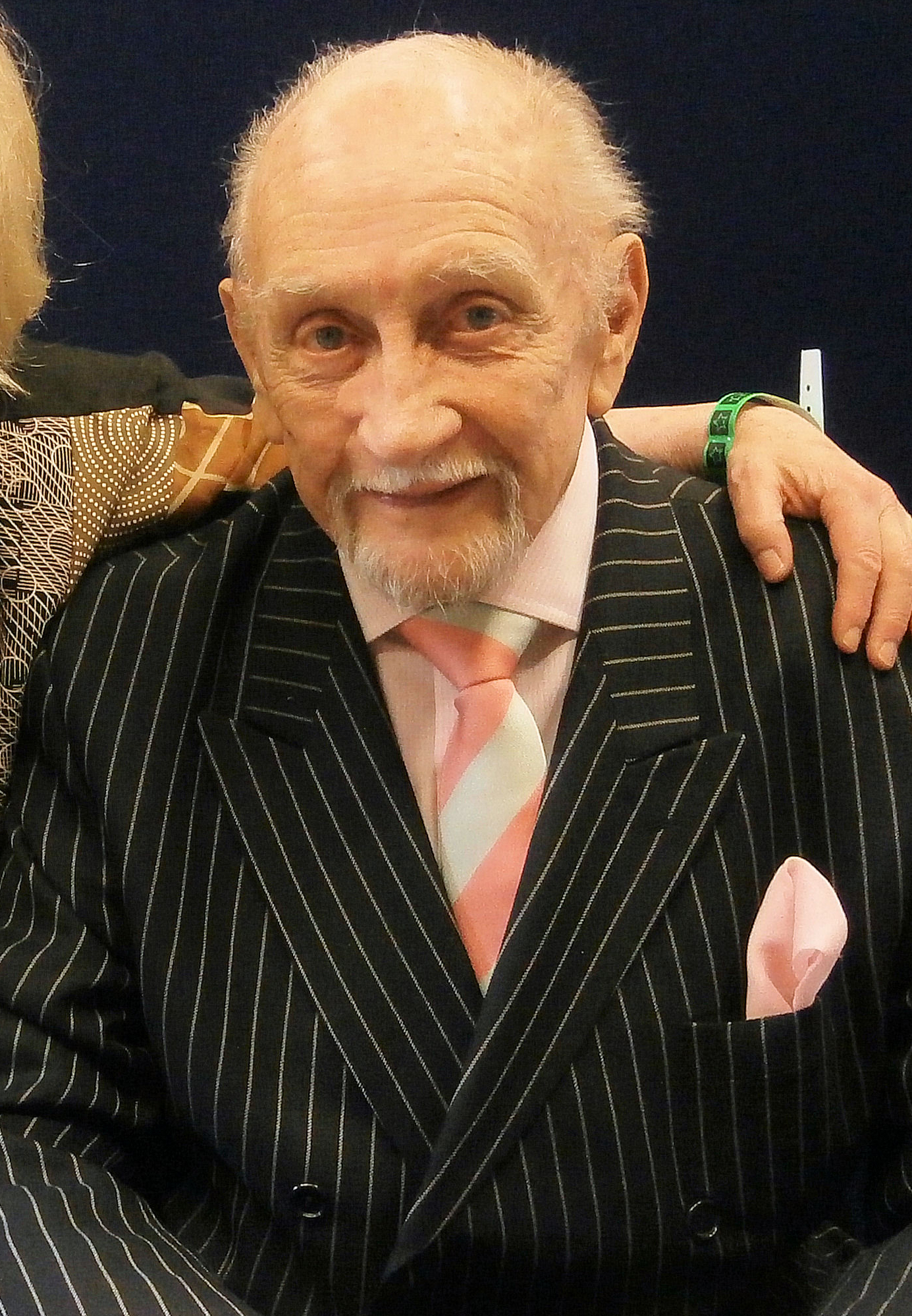

로이 도트리스(Roy Dotrice, 영어 발음: /doʊˈtriːs/, 1923년 5월 26일 ~ 2017년 10월 16일)는 영국의 배우, 각본가이다.
건지섬에서 태어났으며 런던에서 사망하였다.

## 출연 작품
- 왕좌의 게임 2 (2012년)
- 헬보이 2: 골든 아미 (2008년)
- 에이리언 헌터 (2003년)
- 주홍글씨 (1995년) - 신부 토마스 치버 역
- 어스 2 (1994년) - 더 엘더 역
- 벼랑 끝에 걸린 사나이 (1994년)
- 사랑은 은반 위에 (1992년)
- 우주에서 온 사나이 (1991년) - 제넉 역
- 왕자와 거지 (1990년)
- 미녀 추적 작전 (1989년)
- 샤카 주루 (1987년)
- 미녀와 야수 (1987년)
- 엘리미네이터 (1986년)
- 코시컨 브라더스 (1984년)
- 아마데우스 (1984년) - 레오폴드 모짜르트 역
- 안녕 KGB (1976년)
- 우주대모험 1999 (1975년)
- 크리프트 스토리 (1972년)
- 락 업 유어 도터스! (1969년)
- 텔레마크 요새의 영웅들 (1965년)

### 텔레비전
- 피켓 펜스
- 마법사 맥케이 (1986년)